# Hypena martinae
Hypena martinae là một loài bướm đêm trong họ Erebidae.